# Comuna Grădinița, Căușeni
Comuna Grădinița este o comună din raionul Căușeni, Republica Moldova. Este formată din satele Grădinița (sat-reședință), Leuntea și Valea Verde.

## Demografie
Conform datelor recensământului din 2014, comuna are o populație de 1.053 de locuitori. La recensământul din 2004 erau 1.325 de locuitori.

## Administrație și politică
Componența Consiliului local Grădinița (9 consilieri), ales la 5 noiembrie 2023, este următoarea:
|  | Partid                                       | Consilieri | Componență | Componență | Componență | Componență |
|  | -------------------------------------------- | ---------- | ---------- | ---------- | ---------- | ---------- |
|  | Partidul Comuniștilor din Republica Moldova  | 4          |            |            |            |            |
|  | Partidul Socialiștilor din Republica Moldova | 4          |            |            |            |            |
|  | Candidat independent OCTAVIAN VLAS           | 1          |            |            |            |            |